# Villa Veinticinco de Mayo

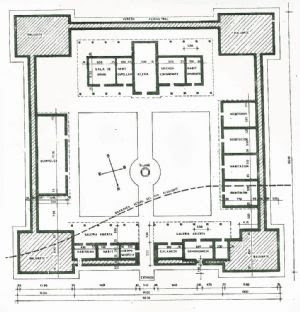
Plano del Fuerte del Diamante.

Villa 25 de Mayo es una localidad y distrito ubicado en el departamento San Rafael de la provincia de Mendoza, Argentina. 
Se encuentra ubicado en el extremo occidental del valle del río Diamante, aproximadamente a 25 km de la ciudad de San Rafael, en el cruce de las rutas provinciales 150 y 191.
Nació junto con el Fuerte San Rafael del Diamante en el año 1805, y desde ese año fue establecida como cabecera departamental hasta el año 1905. Desde entonces, por varias razones y acuerdos, la capitalía fue trasladada hacia la actual ciudad de San Rafael, ubicada a cercanías del río Atuel y río Diamante.

## Historia

### Nacimiento de San Rafael
La ciudad de San Rafael fue fundada el 2 de abril de 1805, en lo que hoy es el distrito de Villa 25 de Mayo. La fundación fue encabezada por Rafael de Sobremonte, en ese entonces virrey del Virreinato del Río de la Plata, quien ordenó a Miguel Teles Menezes y al fraile Francisco Inalicán a construir un fuerte cerca y al margen izquierdo de donde nace el río Diamante.
Esto serviría para retener a los ataques aborígenes (especialmente de los mapuches) y negociar la paz mediante acuerdos y la evangelización de la zona.
Tellez Menezes bautizó con el nombre San Rafael, en homenaje al Virrey Rafael de Sobremonte, y fue el último fuerte construido bajo el dominio español. El nombre del Fuerte es "Fuerte de San Rafael del Diamante", simplemente llamado como "Fuerte del Diamante" o como lo llaman los pobladores "El Fortín".

### Fuerte San Rafael del Diamante
El fuerte, consistía en cuatro baluartes en cada esquina, con una altitud de 5 metros y de ancho 3,50 metros y de longitud 3,50 metros. Del baluarte al otro baluarte 26 metros (conformarían las paredes) y de esquina a esquina, 33 metros en total (diámetro del fortín). Conformando así, vista desde arriba, un plano cuadrado.
En el centro llevaba la cisterna, la iglesia dando espalda al río (Norte del fortín). Por los costados de la iglesia, la armería y la habitación del cura y del comandante. Vista del frente a la iglesia, al lado derecho, se encontraban las habitaciones de los soldados; al lado izquierdo de la iglesia, el cuartel; y en frente, la entrada, la guardia y el calabozo.
En el año 1833 una fuerte crecida derrumbó parte del norte del fortín, afectando a la iglesia, las habitaciones del cura y del comandante, y la armería. Este acontecimiento los obligó a buscar nuevos terrenos, en especial la iglesia que debía buscar un nuevo terreno para construir una nueva parroquia. En los años venideros, las crecidas no cesaban, y el fortín poco a poco fue derrumbando. Hasta que, en 1903, una de las más fuertes crecidas del río Diamante se llevó gran parte del edificio, junto con lo que quedaba de la iglesia, las habitaciones y la armería. Solamente permanecieron la entrada, un par de habitaciones y los dos baluartes del frente. Hoy en día, solo se pueden observar sus cimientos de los baluartes y de las habitaciones. 
El arqueólogo local Humberto Antonio Lagiglia se puso al frente de un rescate arqueológico de dicho fuerte, junto con colaboradores y pobladores de la zona, logrando así obtener algunos artefactos y piezas históricas del lugar y conservarlas al Museo Local.
El fortín actualmente es declarado como Monumento Histórico Nacional.

### Las primeras iglesias del Sur Mendocino
La primera Iglesia fue fundada en el año 1805, y se mantuvo dentro del Fortín del Diamante hasta el año 1833. 
La segunda iglesia fue construida en el año 1836, y se decidió emplazarle a las afueras del fuerte, debido al temor de haber otra crecida del rio. El templo se mantuvo en pie hasta el año 1872, debido a un mal establecimiento del terreno que provocó su desmoronamiento. Los restos fueron derribados 8 años más tarde.
Finalmente, el tercer templo es la que conocemos a hoy en día, y fue construido en el año 1876. Se encuentra ubicada al frente de la plaza Centenario de la villa y cerca de la escuela secundaria "4-100 Villa 25 de Mayo". En este se conservan algunos elementos de la primera capilla, como la imagen de la Virgen del Carmen, traída desde España a pedido del Fray Inalicán, el primer el pelo de la imagen, la vestimenta, y 3 campanas.

## Educación
- Escuela n° 1-013 "Alfredo Bufano", escuela primaria.

- Escuela n° 4-100 "Villa 25 de Mayo", escuela secundaria con orientación en "Bachiller en Turismo".

## Parroquia de la Iglesia Católica
|           |                           |
| Diócesis  | San Rafael                |
| Parroquia | Nuestra Señora del Carmen |

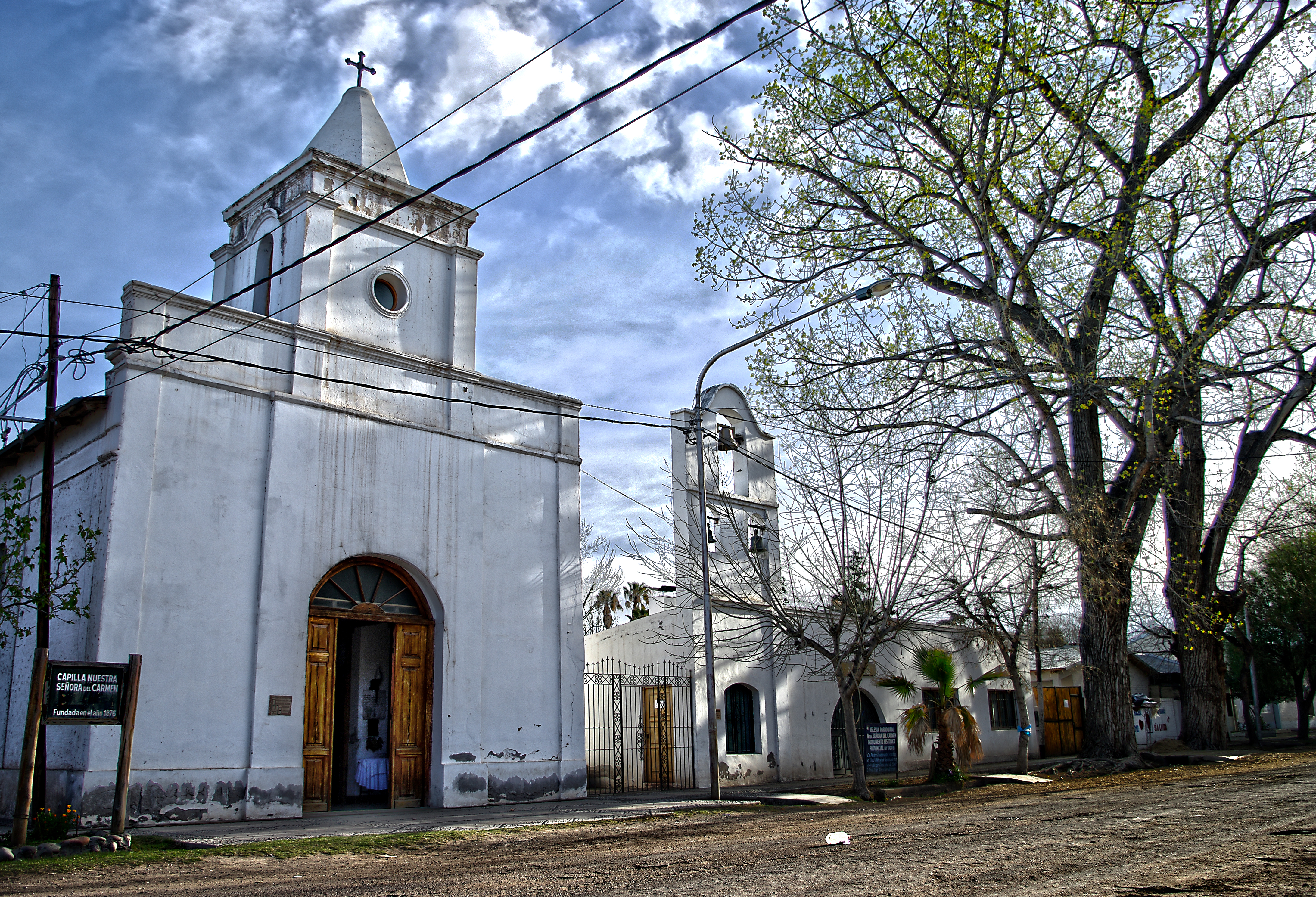
Parroquia Nta. Sra. del Carmen.

Es la tercera y la última iglesia católica construida en Villa 25 de Mayo. 